# Barry Crane
Barry Crane, eigentlich Barry Cohen (geboren 10. November 1927 in Detroit, Michigan; gestorben 5. Juli 1985 in Los Angeles) war ein US-amerikanischer TV-Regisseur und TV-Produzent. Er war auch als Bridge-Spieler bekannt, der „mehr Titel gewann als jeder andere in der Geschichte des Spiels“. Nach Angaben der American Contract Bridge League (ACBL) sei er „weithin als Top ‚matchpoint player‘ aller Zeiten anerkannt“ – dieses Turnierformat wird in privaten Vereinen häufig gespielt.

## Leben
Crane wurde 1927 in Detroit als Barry Cohen geboren und später manchmal unter seinem Geburtsnamen erwähnt. In der Mitte der 1950er-Jahre zog er nach Hollywood und änderte seinen Namen aus beruflichen Gründen. 
Er war Associate Producer bei mehreren Folgen von Kobra, übernehmen Sie (Originaltitel Mission: Impossible). Als Regisseur wird er bei mehreren Folgen folgender Serien genannt:  
- Trapper John, M.D.,
- Der unglaubliche Hulk,
- Hawaii Fünf-Null,
- CHiPs,
- Dallas,
- Wonder Woman,
- Kobra, übernehmen Sie
- und Mannix.

Er ist auch Regisseur einer Verfilmung von The Hound of the Baskervilles von 1972 mit Stewart Granger als Sherlock Holmes.
Crane wurde am Freitag, den 5. Juli 1985 in Los Angeles ermordet. Dieser Mordfall blieb über 30 Jahre lang ungelöst. Sein Körper wurde „kurz vor 15.00 Uhr in der Garage seiner Stadtwohnung in Studio City gefunden“, offenbar niedergeschlagen und dann aus seiner Wohnung in die Garage gezogen, so die Angaben der Polizei. In dieser Woche spielte er jeden Tag im jährlichen Pasadena regional knockout teams Turnier.
Im Mai 2019 wurde Edwin H. Kurz mit Hilfe von DNA-Technik als Täter ermittelt. Er wurde vom FBI festgenommen und gestand die Tat.